# Dom Pedro de Alcântara
Dom Pedro de Alcântara là một đô thị thuộc bang Rio Grande do Sul, Brasil. Đô thị này có diện tích 78,158 km², dân số năm 2007 là 2728 người, mật độ 34,9 người/km².